# Radio Eviva
Radio Eviva ist ein privates schweizerisches Hörfunkprogramm. Das Musikprogramm positioniert sich im Bereich der schweizerischen Volksmusik und bietet darüber hinaus ein Begleitprogramm mit Nachrichten, Informationen aus der Region und aller Welt und verschiedene Begleitaktionen zur Hörerbindung. 

## Programm
Eviva reklamiert für sich, das einzige Schweizer Radioprogramm zu sein, welches vollumfänglich Schweizer Volksmusik spielt, ergänzt durch Musik aus der Alpenwelt. Dabei liegt der Anteil an reiner Schweizer Volksmusik bei 80 bis 90 Prozent. Die Playlist legt in vielen Sendungen einen Schwerpunkt auf Ländlermusik. Radio Eviva konzentriert sich dazu auf Brauchtum und Brauchtumsanlässe der Schweiz und bietet eine Grundversorgung aller Nachrichtensparten wie Gesellschaft, Politik, Sport, Vermischtes und Volkskultur. Rund 30 Minuten täglich sind externe Programmübernahmen bzw. Zulieferung.
Zum programmbegleitenden Service gehören neben der Homepage ein Webshop, ein Veranstaltungskalender, eine aktuelle Playlist zum Programm und die etwa zweimal jährlich erscheinende Mitgliederzeitung Eviva-Zytig.

## Geschichte
Der Sender ging am 1. Oktober 1992 das erste Mal auf Sendung. Er wurde durch die Neue Medien Zentralschweiz Werbe AG (NMZ Werbe AG) vermarktet, wie auch die Radiostationen Sunshine Radio und Radio Central. Der Sitz der Radio Eviva AG war in Brunnen.
Seit Mitte 2012 gehörte der Veranstalter Radio Eviva AG drei Privatpersonen, die bereits zuvor mit dem Sender verbunden waren und in der Pressemeldung des Senders als «Fachkenner der Schweizer Volksmusik» ausgewiesen wurden. Zuvor hatte die Radio Central AG ihr Aktienpaket verkauft, um eine medienrechtliche Bestimmung zu erfüllen, wonach kein Medienunternehmen in der Schweiz mehr als zwei Radios besitzen darf. Der Betrieb wurde durch zwei festangestellte Mitarbeiter (0,65 Vollzeitäquivalente) und 20 freie Mitarbeiter bestritten.
Zur Finanzierung greift der Sender neben Werbeeinnahmen auch auf Fördermitglieder des Eviva-Clubs zurück, die aufgefordert werden, mit ihrem Jahresbeitrag von 50 Franken die Schweizer Volkskultur zu erhalten.
Am 21. September 2022 wurde er rückwirkend per 1. Januar 2022 von der CH Media übernommen. Seit dem 25. März 2025 ist das Studio und der Sitz in Luzern. Dort bildet er (aus wirtschaftlichen Gründen) zusammen mit Radio Pilatus, Sunshine Radio und Radio Central einen neuen Standort für die Radiosender der CH Media.

## Empfang
Radio Eviva ist digital im sprach regionalen zweiten DAB-Multiplex Kanal 7D in der Nordschweiz verfügbar, über den Satelliten Hotbird 6, sowie über die Homepage des Senders als Livestream. Das Programm wird analog und/oder digital von verschiedenen Kabelbetreibern eingespeist.
Obwohl der Sender von Anfang an auf Astra vertreten war (als Zuführung für die Kabelnetzbetreiber), besteht die erweiterte Konzession als «Kabel- und Satellitenradio mit Zugangsrecht auf sämtliche Kabelanlagen der Schweiz» erst seit 25. März 1998. Mit einer von 100'000 Hörern unterstützten Unterschriftenaktion hat sich der Sender um eine Konzession zur UKW-Verbreitung beworben, die jedoch abgelehnt wurde. Vom 4. bis 23. August 2004 war das Programm im Rahmen einer Sonderkonzession im Raum Innerschweiz über UKW-Sender zu empfangen. Grund waren das Eidgenössische Schwing- und Älplerfest in Luzern und die Tellspiele im Kanton Uri.